# Пустаи, Ласло
Ла́сло Пу́стаи (венг. Pusztai László; 1 марта 1946, Сентеш, Чонград — 6 июля 1987, Polgárdi) — венгерский футболист, играл на позиции нападающего.

## Биография

### Клубная карьера
Пустаи начинал карьеру в клубе «Сентеш Киниши», в котором отыграл один сезон. 
В 1966 году перешёл в «Сегед», в котором отыграл три сезона. 
В 1969 году Пустаи перешёл в «Гонвед», в котором отыграл пять сезонов и дважды становился призёром чемпионата страны. В 1974 году стал игроком клуба «Ференцварош», в котором отыграл шесть сезонов, выиграв чемпионский титул 1976 года и два Кубка Венгрии. Последним клубом в карьере для Пустаи стал «Айзенштадт», где он отыграл два сезона и завершил карьеру игрока.

### Карьера в сборной
В составе сборной Венгрии играл на чемпионате мира 1978 года, где сыграл два матча на групповом этапе со сборными Италии и Франции, которые венгры проиграли со счётом 3:1. Всего за сборную Венгрии сыграл 25 матчей и забил 5 мячей.

### Смерть
Погиб 6 июля 1987 года в ДТП в возрасте 41 года, когда вместе с семьёй и родственниками возвращался в Будапешт после отпуска на Балатоне. В результате лобового столкновения двух автомобилей, кроме Пустаи, погибли его жена, водитель и трое польских туристов, которых подобрали на обратном пути.

## Достижения
«Ференцварош»
- Чемпион Венгрии (1) : 1975/76
- Обладатель Кубка Венгрии (2) : 1975/76, 1977/78